# 基尼路
基尼路（英語：Eduardo Marçal Grilo，澳葡官定譯名為基尼路；1942年2月8日—），葡萄牙政治人物，社會黨籍。
基尼路於1966年畢業於里斯本技術大學高級技術學院，獲機械工程本科學位，1968年於倫敦帝國學院取得碩士學位，1973年於里斯本技術大學高級技術學院取得博士學位，曾任亞威羅大學校董會主席。
1995年10月28日任葡萄牙教育部長，1999年10月25日卸任。